# Christopher Saunders
Le texte peut changer fréquemment, n’est peut-être pas à jour et peut manquer de recul. 
Le titre et la description de l'acte concerné reposent sur la qualification juridique retenue lors de la rédaction de l'article et peuvent évoluer en même temps que celle-ci.
Christopher Alan Saunders (né le 15 janvier 1950) est un prélat australien de l'Église catholique qui a été évêque du diocèse de Broome de 1996 à 2021, date à laquelle il a démissionné en raison d'allégations d'inconduite sexuelle.
Le 21 février 2024, Saunders est arrêté pour des accusations de viol, ainsi que d'autres délits sexuels, après une longue enquête menée par la police australienne.

## Biographie
Christopher Saunders est né le 15 janvier 1950. Il étudie au St. Bede's College de Mentone, Victoria, puis étudie la philosophie pendant trois ans. Il poursuit ensuite ses études en théologie au séminaire St Francis Xavier d'Adélaïde. Il a travaillé comme diacre à Broome en 1975 et a été ordonné prêtre de ce diocèse le 28 août 1976. Ses affectations l'ont amené à la mission La Grange (1976-1978), à la mission Lombadina (1978-1982) et à la mission Kalumburu (1982-1988). De 1989 à 1995, il a été administrateur du diocèse de Broome, interrompu par deux années d'études pour une licence en droit canonique à l'Université pontificale Saint-Paul d'Ottawa, Canada.
Saunders a été nommé évêque de Broome, en Australie, le 3 novembre 1995 et consacré évêque le 8 février 1996.

## Accusations d'abus sexuels sur mineurs
Le 9 mars 2020, Saunders s'est volontairement retiré de l'administration du diocèse après que le Vatican a ordonné une révision du diocèse. Les autorités ecclésiastiques n'ont indiqué aucun lien entre cette enquête et l'information selon laquelle la police d'Australie occidentale enquêtait sur une allégation d'inconduite sexuelle portée contre lui 18 mois plus tôt. Peter Ingham, évêque émérite de Wollongong, a été chargé de l'enquête de l'Église sur la gestion de Saunders, y compris les affaires financières et le traitement des allégations d'inconduite sexuelle de la part de prêtres. L’Église avait reçu des plaintes concernant Saunders dès avril 2019 et avait tenté de les évaluer tout en évitant qu’elles ne se reproduisent et sans alerter Saunders. Le 27 novembre 2020, Saunders a accepté de prendre un congé de six mois « en dehors du diocèse », où sa présence continue en public en tant que prêtre a provoqué des plaintes.
En mai 2021, les responsables gouvernementaux ont décidé de ne pas porter plainte au pénal. Le pape François a accepté sa démission de son poste d'évêque de Broome le 28 août 2021,. Une enquête canonique est ouverte à son encontre en septembre 2022.
Le 21 février 2024, Saunders a été arrêté à son domicile de Broome par la police et inculpé de 19 infractions, dont le viol, certaines des accusations étant liées à des actes qu'il aurait commis contre des enfants. Les accusations remontent à 2008 et l'arrestation fait suite à des années de dénégation d'abus sexuels par Saunders,.